# 말레이시아 항공 370편 실종 사건
말레이시아 항공 370편 실종 사건(영어: Malaysia Airlines Flight 370)은 2014년 3월 8일 말레이시아 쿠알라룸푸르 국제공항을 출발해 중국 베이징 수도 국제공항으로 향하던 말레이시아 항공의 국제선 항공편이 비행 중 레이더에서 사라진 사건이다. 실종된 원인은 아직 밝혀지지 않았다. 이 사고는 항공 역사상 가장 큰 미스터리이자 항공기 실종 사건 중 가장 많은 승객이 실종된 항공기이다.
항공기 등록기호 9M-MRO인 보잉 777-200ER 항공기 승무원은 이륙 약 38분 후 남중국해 상공에서 항공 교통 관제(ATC)와 마지막으로 교신했다. 마지막 교신으로부터 수 분 후 ATC의 2차감시 레이더 화면에서 사라졌지만 말레이시아군의 주레이더가 1시간 더 추적해 계획된 비행경로에서 서쪽으로 이탈해 말레이반도를 지나 안다만해까지 향하는 걸 확인했다. 주레이더는 반도 말레이시아 서북부에 있는 피낭섬 서북쪽 200해리(약 370 km) 지점에서 마지막으로 확인하고 이후 주레이더에서도 항공기가 사라졌다.
탑승객 227명과 승무원 12원 전원이 사망했다고 추정되는 370편 실종 사건은 2014년 보잉 777기 사고 중 가장 사망자가 많은 항공 사고이다. 또한 4개월 뒤인 2014년 7월 17일 우크라이나 상공을 비행하다 러시아의 지원을 받은 반군에게 격추되는 말레이시아 항공 17편 격추 사건이 발생하기 전까지 말레이시아 항공에서 발생한 가장 사망자가 많은 항공 사고이다.
실종된 항공기 수색 작전은 항공사 사상 가장 많은 비용을 사용한 수색으로 기록되었다. 처음에는 남중국해와 안다만해를 중심으로 수색이 진행되었지만 인마샛 위성과 항공기 간 자동 통신을 분석한 결과 인도양 남쪽 상공 멀리 이동했음이 밝혀졌다. 실종 직후 공식적인 정보가 제대로 나오지 않자 중국 대중, 특히 370편 탑승자의 대부분을 차지했던 중국인 탑승객의 친인척으로부터 많은 비판이 쏟아졌다. 2015년과 2016년에는 인도양 서부에서 여러 잔해 파편이 해변으로 떠밀려왔는데 상당수는 370편에서 나온 것이 확인되었다.
3년간 120,000 km2에 달하는 영역의 바다를 수색했으나 항공기를 찾지 못하자 수색을 지휘한 합동기관조정센터(JACC)는 2017년 1월 활동을 중단했다. 2018년 1월부터 시작된 민간 계약업체 오션 인피니티가 시작한 2차 수색도 6개월만에 성공하지 못한 채 종료되었다.
오스트레일리아 교통안전국(ATSB)은 항공기가 마지막으로 교신한 인마샛 위성의 데이터 분석에 의존해 처음에는 이용 가능한 증거를 고려하여 통제되지 않은 감압으로 인한 저산소증이 사고의 유력한 원인이라 제시했으나 이 가설에 대한 조사관들 사이에 합의가 이루어지지 못했다. 이후 조사 과정에서 승무원의 개입, 항공기 화물 적하 목록 등 항공기 납치 가능성 시나리오도 고려되었으며 항공편에 대한 여러 실종 가설도 제시되었다.
2018년 7월 발표된 말레이시아 교통부의 최종 보고서에서는 실종 사건의 원인에 대해 명확히 결론을 내지 못했다. 보고서에서는 말레이시아 ATC가 실종 직후 항공기와 교신을 시도했으나 별다른 응답이 없었다는 점을 강조했다. 명확한 실종 원인이 밝혀지지 않은 상황에서 370편 실종 사건과 관련된 상황이 반복되지 않기 위해 항공 운수 업계에 안전 관련 권장사항 및 규정이 새로 정비되었다. 여기에는 수중 위치 탐지기의 배터리 수명 연장, 항공기 블랙박스의 기록 및 녹음 시간 연장, 공해 상공에서의 항공기 위치 보고에 대한 새 표준 등이 있다. 총 수중 수색 비용에 말레이시아가 58%, 호주가 32%, 중국이 10%를 지원했다.

## 실종
해당 비행기는 말레이시아 시각으로 2014년 3월 8일 0시 41분에 쿠알라룸푸르 국제공항을 떠났으며, 중국 시각으로 6시 30분에 베이징 서우두 국제공항에 도착할 예정이었다. 비행기는 11,000m 상공에서 진 대기속도 471 km/h로 비행했다.

### 연락 두절
1시 7분에 운항정보 교신시스템을 통해 자동적으로 보고된 위치가 마지막 위치였으며, 1시 19분에 베이징 서우두 국제공항의 작별 인사(베이징 서우두 국제공항의 관제탑에서 말한 'Good night Malaysia 370'이 실종 전 유일한 마지막 교신이었다. 비행기는 원래 베트남 상공을 지나기 위해 호찌민 시와 교신할 예정이었지만, 통신 두절 후 실종되었다. 다른 비행기의 기장은 370편을 찾기 위해 1시 30분부터 항공 비상 주파수를 이용해 베트남 관제탑의 요청을 중계했다. 기장은 교신이 닿았지만 제대로 된 소리는 들리지 않았다고 밝혔다.

### 레이더 인식
보조감시 레이더가 3월 8일 1시 21분에 마지막으로 인식한 비행기의 위치는 타이만의 IGARI였으며, 믈라카 해협을 향해 서쪽으로 급선회하고 있었다. 군사 레이다는 370편이 최고 비행 고도인 13,100m를 넘은 14,000m에서 비행 중인 것을 발견했다. 이후 비행기는 불규칙적으로 7,000m로 고도를 낮추며 피낭섬을 향했다. 일부 정보통에 따르면 3,700m까지 하강했다고 전해진다. 그후 비행기는 2시 15분에 GIVAL에 도착하고, 타이 푸껫주의 안다만해를 향했다. 비행기가 다시 인식되었을 때, 비행기는 인도 안다만 제도와 IGREX가 있는 북서쪽을 향해 P628 항로를 따라 이동하고 있었다. 비행기가 마지막으로 인식된 곳은 피낭에서 북서쪽으로 320 km 떨어진 곳의 9,000m 상공이었다.
군사용 레이다는 성능 정보 보안이 중요하기 때문에, 370편을 추적했다고 공식적으로 밝힌 나라는 말레이시아와 태국 뿐이었다. 인도네시아는 조기경보 레이더가 있음에도 불구하고, 370편 목격 사실을 부인했다.

### 특징
- 이 항공기는 동종의 항공기 중에서 404번째로 제작된 것이다.

### 발표
현지 시각으로 7시 24분에 말레이시아 항공은 2시 40분에 370편과의 연락이 끊어졌다는 사실을 발표했으며, 정부가 탐색 구조 활동을 개시했다고 밝혔다. 이후, 항공기는 1시 22분에 수방 관제탑과의 교신이 끊어지고, 2시 40분에 말레이시아 항공에 보고되었다는 사실이 공개되었다.

### 실종 확정
2014년 3월 15일에 익명을 요구한 말레이시아 정부의 한 관리는 이 항공기가 납치되었음이 확정적이라고 밝혔다.

## 승객
| 국적           | 승객수 | 승무원 | 합계 |
| -------------- | ------ | ------ | ---- |
| 네덜란드       | 1      | 0      | 1    |
| 뉴질랜드       | 2      | 0      | 2    |
| 러시아         | 1      | 0      | 1    |
| 말레이시아     | 38     | 12     | 50   |
| 미국           | 3      | 0      | 3    |
| 오스트레일리아 | 6      | 0      | 6    |
| 우크라이나     | 2      | 0      | 2    |
| 이란           | 2      | 0      | 2    |
| 인도           | 5      | 0      | 5    |
| 인도네시아     | 7      | 0      | 7    |
| 중화인민공화국 | 152    | 0      | 152  |
| 중화민국       | 1      | 0      | 1    |
| 캐나다         | 1      | 0      | 1    |
| 프랑스         | 4      | 0      | 4    |
| 홍콩           | 1      | 0      | 1    |
| 합계           | 227    | 12     | 239  |

## 또 다른 이야기
2022년 9월 미국에서 모리셔스 포트루이스에서 비행기로 추정되는 물체가 구글어스에서 발견되었다는 뉴스가 나왔다.그 곳은 비행기의 일부 잔해가 발견되기도 하였다.

## 같이 보기
- 트랜스폰더
- 운항정보 교신시스템(ACARS)
- 오토파일럿
- 스틱 쉐이커(영어판)

## 참고 문헌
- Joint Agency Coordination Centre (JACC)
- Accident description - 에비에이션 세이프티 네트워크
- ATSB investigation of Flight 370 보관됨 26 8월 2019 - 웨이백 머신 – webpage of Australian Transport Safety Bureau's investigation (Investigation number: AE-2014-054; Investigation title: "Assistance to Malaysian Ministry of Transport in support of missing Malaysia Airlines flight MH370 on 7 March 2014 UTC")
- ICAO statement on the first anniversary of the Flight 370 disappearance
- The data behind the search for MH370 – Interactive analysis of phase 1 sea-floor mapping data from Geoscience Australia
- Missing flight MH370 – a visual guide to the parts and debris found so far (January 2017) – detailed information about debris
- Summary of possible MH370 debris recovered (April 2017)
- “A Timeline of MH370 Physical Evidence”. 《Aviation Week & Space Technology》. 2019년 3월 8일.
- MH 370 Preliminary Report – Preliminary report issued by the Malaysian Ministry of Transport, dated 9 April 2014 and released to the public on 1 May 2014.
- Factual Information: Safety Investigation for MH370 – Interim report released by the Malaysian Ministry of Transport on 8 March 2015 (586 pages).
- MH370 – Definition of Underwater Search Areas 보관됨 18 9월 2019 - 웨이백 머신 (2014) – Report by the Australian Transport Safety Bureau, released on 26 June 2014, and the most comprehensive report on Flight 370 publicly released at that time. The report focuses on defining the search area for the fifth phase, but in doing so provides a comprehensive overview/examination of satellite data, the failed searches, and possible "end-of-flight scenarios".
- MH370 – Definition of Underwater Search Areas 보관됨 29 10월 2019 - 웨이백 머신 (2015) – Report by the Australian Transport Safety Bureau, released on 3 December 2015, covering the Bayesian analysis made by Australia's Defence Science and Technology Group and other developments since mid-2014 in defining the search area.
- MH370 – Search and debris examination update 보관됨 23 9월 2019 - 웨이백 머신 (2016) – Report by the Australian Transport Safety Bureau, released on 2 November 2016, comprising further analysis of satellite data, additional End of Flight simulations, analysis of flight debris (wing flap), and enhanced debris drift modelling.
- MH370 First Principles Review and CSIRO reports 보관됨 21 10월 2018 - 웨이백 머신 – Report by the Australian Transport Safety Bureau, released on 20 December 2016, documenting the proceedings and outcomes of the First Principles Review meeting held in Canberra between 2–4 November 2016. The review identified a previously unsearched area of 25,000 km2 (9,700 mi2) as having the highest probability of containing the aircraft wreckage.
- The search for MH370 and ocean surface drift – Part III 보관됨 16 8월 2017 - 웨이백 머신 – Report by CSIRO to the Australian Transport Safety Bureau, released on 16 August 2017. From the results of drift studies, CSIRO mentions that it is possible to identify a most-likely location of the aircraft, with unprecedented precision and certainty, at 35.6°S 92.8°E, northeast of the main 120,000-km2 underwater search zone.
- Summary of imagery analyses for non-natural objects 보관됨 18 8월 2017 - 웨이백 머신 – Report by Geoscience Australia, released on 16 August 2017, comprising analysis of imagery from the PLEIADES 1A satellite, of floating objects identified in the southern Indian Ocean.
- The Operational Search for MH370 (Final) 보관됨 10 3월 2020 - 웨이백 머신 – Final report issued by the Australian Transport Safety Bureau (ATSB), released on 3 October 2017, documenting where and how the search for MH370 was conducted, the results obtained, and analysis for where future underwater searches could be undertaken. It concludes that the reasons for the loss of MH370 cannot be established with certainty until the aircraft is located.
- Safety Investigation Report by The Malaysian ICAO Annex 13 Safety Investigation Team for MH370 보관됨 9 3월 2015 - 웨이백 머신 with appendices 보관됨 19 10월 2019 - 웨이백 머신 – Final report issued by the Malaysian Ministry of Transport, dated 2 July 2018 and released to the public on 30 July 2018.